# 美少女戦士セーラームーン レアトラック コレクション
『美少女戦士セーラームーン レアトラック コレクション』（-Rare Track Collection）は、テレビドラマ『美少女戦士セーラームーン』のオリジナル・サウンドトラック。「美少女戦士セーラームーン Moonlight Real Girl Memorial CD-BOX」のDisc.1。2004年9月22日にコロムビアミュージックエンタテインメントより発売された。全43曲に収録。

## 概要
- 大島ミチルがテレビドラマ『美少女戦士セーラームーン』の劇伴作曲を担当し、全43曲BGMに収録されている。

## 曲目リスト
1. 謎のアラブの占い師 [0:51]
2. 大人のユーガな一日 [1:00]
3. だんだん考えをまとめて行く [0:42]
4. スポーツの若大将 [1:19]
5. お化けだゾー [0:56]
6. ズンズン進む悪の行進 [0:48]
7. キラキラピカピカ [0:51]
8. 楽しい一日でした [0:38]
9. 提供バック [0:14]
10. 抜き足差し足忍び足、ソロリソロリ [0:56]
11. Apfテーマ曲アレンジ [2:32]
12. ホワホワ、ボケボケ歩き [1:23]
13. 重い悩みから愛情あふれるメロディ [2:22]
14. 不安な一夜、暗い暗い夜、トボトボ歩き [1:43]
15. 深刻な別れ [1:45]
16. 妖魔の出現 [1:43]
17. 粋な行動 [1:40]
18. 悩みの三角関係 [2:21]
19. 悲しい悲しいピアノ [2:10]
20. 黒木ミオのテーマ [1:00]
21. 闇の走り [2:05]
22. 都会の雑踏 [1:30]
23. ケダルイ夜 [2:02]
24. 闇にハビコル、チーマー達 [1:47]
25. 暗い運命 [1:10]
26. 湧きあがる恐怖 [1:02]
27. 淋しいサティー [1:53]
28. 妖魔の進軍 [0:42]
29. 重くのしかかる運命 [0:47]
30. 希望への明日 [0:51]
31. 悲劇のヒロイン [0:39]
32. 思い焦がれるエンディミオン様 [1:47]
33. プリンセスの平穏な日々 [1:34]
34. エンディミオンの決意 [1:34]
35. プリンセスへの恋心 [1:41]
36. エンディミオン様のおなーり [0:53]
37. 揺れる乙女心 [1:51]
38. 明日に夢を持って [1:29]
39. セーラー戦士の目覚め [1:36]
40. 勝利の凱旋 [1:24]
41. ルナのサンポ [1:41]
42. 友情 [1:44]
43. プリンセスの淋しいハープ [1:53]